# Future of Humanity Institute
Future of Humanity Institute (FHI) är ett tvärvetenskapligt forskningscentrum inriktat på att förutsäga och förebygga storskaliga risker för den mänskliga civilisationen. Den grundades 2005 som en del av filosofiska fakulteten och Oxford Martin School vid Oxfords universitet, England, Storbritannien. Dess chef är filosofen Nick Bostrom, och dess personal och forskare inkluderar futuristen Anders Sandberg, ingenjören Eric Drexler, ekonomen Robin Hanson, och Giving What We Can grundaren Toby Ord.
Institutets uttalade mål är att utveckla och utnyttja vetenskapliga och filosofiska metoder för att resonera om frågor av grundläggande betydelse för mänskligheten, såsom effekten av framtida teknik på människans tillstånd och möjligheten av globala katastrofer. Institutet bedriver en blandning av akademiska och "outreach" verksamhet, som syftar till att främja en informerad diskussion och allmänhetens engagemang i regering, företag, universitet och andra organisationer.